# Kalateh-ye Ali
 (juillet 2018).
Kalateh-ye Ali (كلاته علي en persan), également romanisé en Kalāteh-ye ‘Alī et Kalāteh ‘Alt, est un village situé dans le district rural de Miyan Velayat (en) dans le district Central (en) du comté de Mashhad (en) de la province de Khorasan-e Razavi dans le Nord-Est de l'Iran.